# Sions Kirke
|  | Der findes også en Zions Kirke i Sydvestjylland |
Sions Kirke (officielt Sionskirken) er en kirke på Østerbrogade på Østerbro i Københavns Kommune.

## Historie
Kirken blev opført 1895-96, og dens arkitekt var Valdemar Koch (1852-1902). Tårnet fra 1921 er dog tegnet af Kristoffer Varming. Altertavlen er malet af Poul Steffensen.

## Kirkebygningen
- Sions Kirke
- Gavldetalje

## Interiør
- Kirkerummet set fra alteret

### Altertavle
- Alter

### Prædikestol
- Prædikestol

### Døbefont
- Døbefont

### Kirkeskib
- Kirkeskib

## Trivia
- Karl Bjarnhof virkede i kirken som organist fra 1930 til 1941.

## Eksterne kilder og henvisninger
- Wikimedia Commons har flere filer relateret til Sions Kirke
- Sions Kirke Arkiveret 31. januar 2011 hos  Wayback Machine hos nordenskirker.dk
- Sionskirken hos KortTilKirken.dk